# Henning Jensen (fodboldspiller, født 1910)
 Der er flere personer med dette navn, se Henning Jensen.
Henning Lauritz Børge Jensen (10. april 1910 i Horsens - 21. august 1992 i Charlottenlund) var en dansk fodboldspiller.
Henning Jensen var målmand på KB’s førstehold, som han vandt det danske mesterskab med i 1932. Han spillede tre landskampe for Danmark 1931-1932. Han debuterede mod på Holland i Idrætsparken, hvor han afløste en skadet Svend Jensen efter 62 minutter. Året efter spillede han sine to sidste landskampe mod Norge og Skotland.
Henning Jensen spillede periodevis højre innerwing for KB, som han med sin gode teknik spillede udmærket, trods han ellers var målmand. Kilde: Egil Nielsen "På mål for Danmark", side 14.
Henning Jensen tog eksamen på Statens Gymnastikinstitut i 1930 og var fra 1932 ansat på Ordrup Gymnasium - fra december 1959 som gymnasieoverlærer.